# Llano Largo (Los Santos)
Llano Largo es un corregimiento del distrito de Los Santos en la provincia de Los Santos, República de Panamá. La ciudad tiene 2.265 habitantes (2010).

## Descripción e historia
El ahora conformado corregimiento de Llano Largo, surge bajo la influencia aborigen, negroide e hispánica y logra afinarse como asiento humano con características muy bien definidas. Según diferentes versiones recogidas de la tradición oral, este poblado surge en sus inicios como una ranchería dispersa, probablemente entre los años 1830 y 1835 como apéndice del regimiento de Las Peñas. Los primeros moradores le llamaban «Llanito Largo» ya que solo era una verde planicie rodeada de montes simulando un hermoso valle; que, con el paso del tiempo y el consabido aumento de la población, fue llamado oficialmente Llano Largo.
Entre sus primeros pobladores sobresalen en Las Peñas: los Alfaro (tronco familiar de donde procedía la heroína Rutina Alfaro), los Mora, Mendieta y los Vásquez. En el regimiento de Llano Largo se mencionan: familias como los Pérez, Vega, Díaz, De León, Sáez y los Bethancourt; en el caserío de Jobo Dulce, fueron muy reconocidos los Vásquez, Saucedo, Franco, Osorio y los Carvajal. Entre ellos, muy conocidos fueron los hermanos León, Isabel y Francisco (Papa Chico). Todas las familias mencionadas, se distinguían por ser trabajadoras, honradas, organizadas, honestas; con firmes principios solidarios y fe profunda en el aprecio y respeto familiar.

## División política
Políticamente está conformado por los regimientos de: Las Peñas, Jobo Dulce y Llano Largo, como cabecera del corregimiento. Tiene una superficie de 10.7 km² y, según el último censo, se registran 2,265 habitantes.

## Topografía
Su topografía es bastante regular; en la parte central es plana y en los alrededores se levantan pequeñas colinas sobresaliendo dos elevaciones de altura considerable, estos son el Cerro Caricomío y el Cerro La Gallinaza.

## Hidrografía
En cuanto a la hidrografía pueden notarse varias quebradas, que corren dentro del corregimiento, las que en un tiempo surtieron el preciado líquido a moradores y animales en las duras épocas veraniegas; hoy solo conservan sus escuálidas corrientes productos de la devastación de los árboles frondosos que cobijaban sus riveras. Entre ellas podemos mencionar: Quebrada Las Peñas, Quebrada Los Melones, Quebrada Las Brujas, Quebrada del Difunto Vito (límite entre Llano Largo y Jobo Dulce), Quebrada la Huerta Vieja, Quebrada Larga y Quebrada El Ladrillal.

## Clima
El clima es generalmente cálido, con temperatura promedio de 30 °C. La precipitación pluvial ha disminuido en los últimos años debido a la gran deforestación, la erosión del suelo, el sobrepastoreo y las quemas de la masa vegetal.

## Flora y fauna
Refiriéndonos a la flora, en el corregimiento no existen grandes bosques naturales ya que con la deforestación fueron transformados en potreros, hoy día se observan proyectos de reforestación a base de especies como: teca, caoba, cedro y algunos frutales; aisladamente se encuentran especies como: guácimo, corotú, algarrobos, guachapalí, jobos, mangos, laurel, quirá y otros. Se aprecia una vegetación secundaria combinada con arbustos y pastos de faragua.
La fauna está formada por especies de animales que en la actualidad están en peligro de extinción, siendo el caso de: armadillos, perrita de monte, perdiz, paisanas, paloma de monte, cocalecas, oropéndolas, conejos muletos, ardillas, cascatas o capisucias, tortolitas, rabilargas, azulejas y bimbines.
Existieron en épocas pasadas ñeques, conejos pintados, venados cola blanca, saíno, puerco de monte, gato solo, y otros que, tristemente han desaparecido o han cambiado su hábitat por la caza indiscriminada y la eliminación de sus refugios naturales.

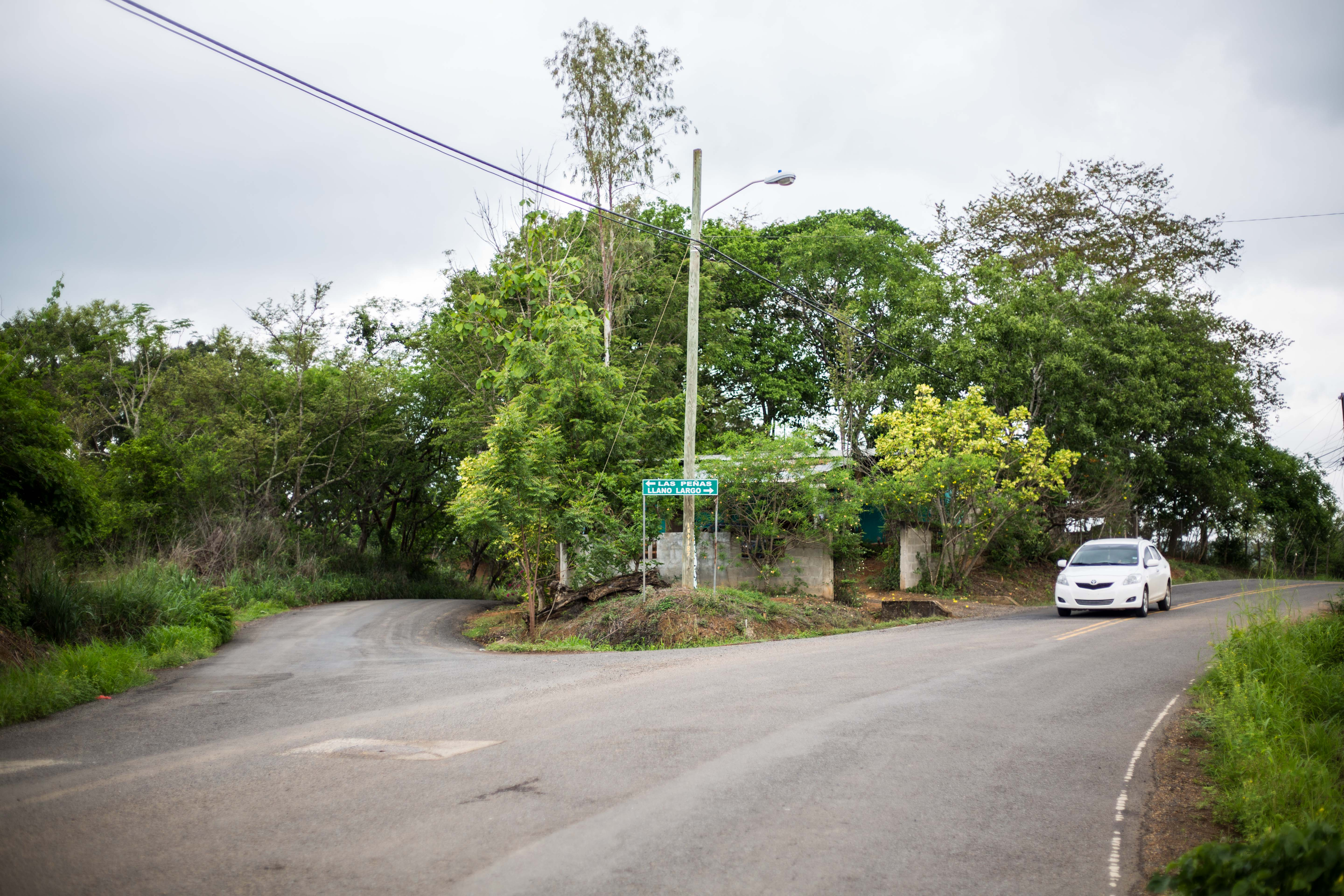
Entrada del Corregimiento de Llano Largo de Los Santos.

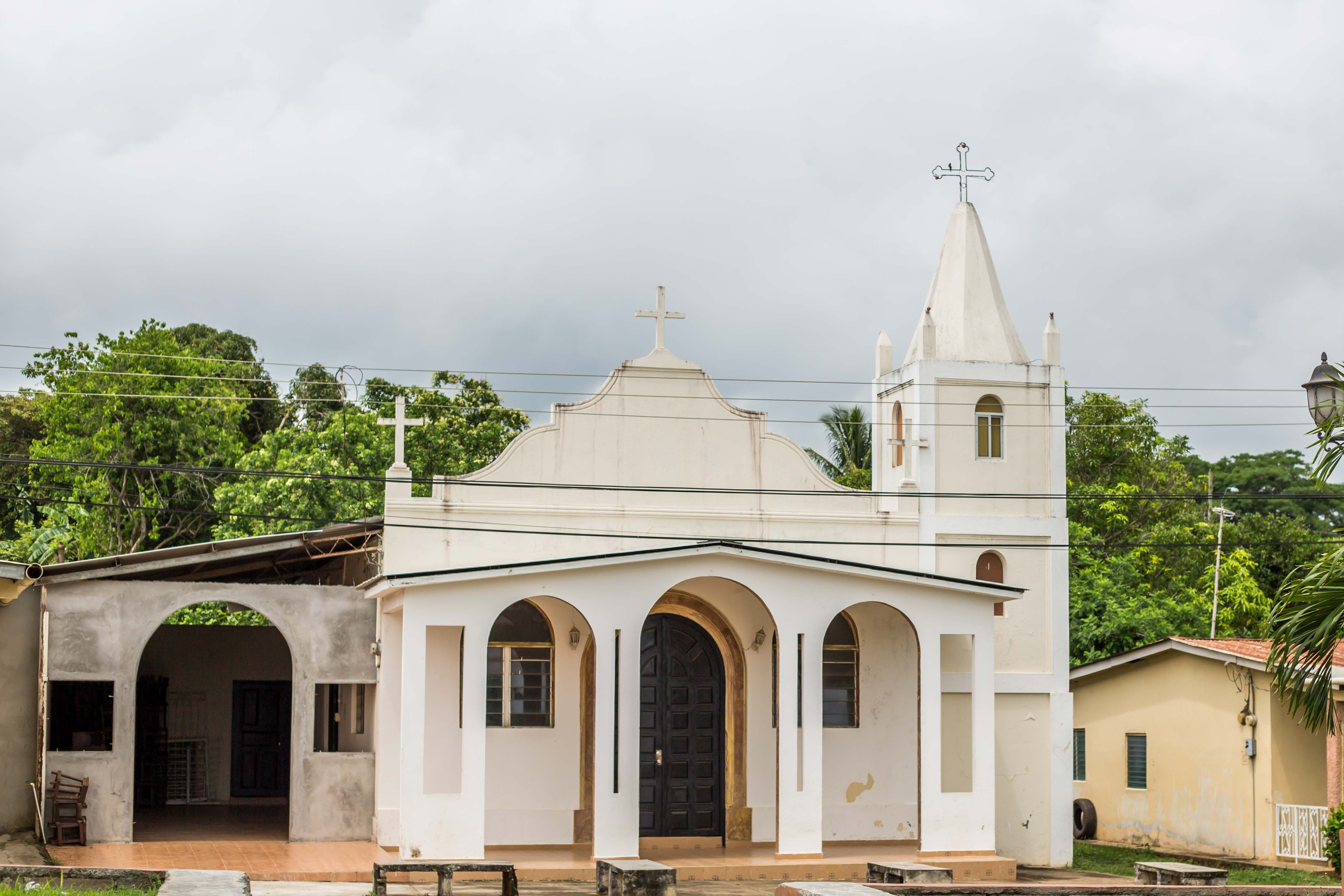
Iglesia San Isidro Labrador.

## Vida y costumbres de Llano Largo
En el corregimiento de Llano largo sus moradores realizan diversas labores, de allí que algunos inician sus jornadas cotidianas desde horas tempranas, tal es el caso de los ordeñadores que salen bajo el sereno, aguaceros o envueltos por la brisa refrescante de las 4:00 de la madrugada; otros desarrollan labores agrícolas.
En épocas pasadas, muchas personas ante la carencia de medios de transportes motorizados, usaban los caballos y las carretas tiradas por robustos bueyes, para la carga de leña, caña y otros productos de las cosechas. Se hizo costumbre práctica de algunos hombres y mujeres, caminar hasta el pueblo (La Villa de Los Santos) y Chitré a realizar distintas faenas como lavar, planchar, vender tomates, ajíes, cebolla, pepino, margaritas y otros productos especiales como enseres de alfarería artesanal, representativos de la fina creatividad de quienes se dedicaban a este meritorio arte y que con el paso implacable del tiempo, y la partida hacia el reino celestial de tan destacados y olvidados personajes y el desinterés en conservar esta noble ocupación, solo quedan en el recuerdo de unos cuantos que apreciamos sus valiosas creaciones, (Tinajas, alcancías, cazuelas, cántaros, ollas, etc.)

### Costumbres religiosas
Un aspecto que, por herencia hispánica, no podemos obviar en este recuento, es lo referente al principio religioso - espiritual. Como sigue siendo común, sienten la necesidad de buscar el amparo y protección de su fe y se unen para suplir esta necesidad humana. Al principio construyen la pequeña capilla acorde a la época, de quincha con su techo de tejas, posteriormente, con el aumento de la población, se concibió la necesidad de ampliarla por lo que se construyó de bloque y cemento, colocando la primera piedra el 9 de mayo de 1949. Por consenso general se decide designar como Santo Patrón de Llano Largo, a San Isidro Labrador (Santo Patrono de los Agricultores); tradicionalmente, celebrado cada 15 de mayo.
Informaciones recogidas a través de entrevistas a personajes que se destacaban como miembros activos del Comité para lograr mejoras en la comunidad, siendo ellos: José Isabel Mora (Chave), José Pérez (Che), Sabino Delgado, Carmen Delgado, Augusto Osorio, Narciso Pérez, Evaristo Pérez, Salvador Pérez, Agapito Vega, Leoncio Sáez y otros que mostraron un interés permanente por lograr mejores condiciones de vida en la comunidad, coincidían en que la iniciativa de tomar a San Isidro Labrador como Santo Patrono, fue por el señor Faustino (Tino) Barrios, quien venía a visitar a su esposa, la maestra Guarareña, Claudina de Barrios quien prestaba su labor como Maestra en este corregimiento. Finalmente, la primera imagen fue tallada por el señor Idelfonso Berraz (Foncho) de La Villa de Los Santos, en el año de 1950 y bendecida con solemnidad por el reverendo Daniel Poveda.
En tiempos pasados las patronales eran organizadas, por parte religiosa iniciaban con las novenas, salve, procesión, y la solemne Eucaristía; la otra fase de la celebración es pagana con fuegos artificiales, bailes populares en el recordado Jardín 15 de mayo; allí se presentaron buenos músicos de la época como: Santos Sáez, Toñito Sáez, Dorindo Cárdenas (violín), Pedro Calderón (acordeón) y otros, complementando esto con las famosas caminatas de caballos de paso y las fiestas de toro donde venían famosos toreros como: Ezequiel Bernal (padre), Yayito Bernal, Tuto Sáez y Leovigildo Cigarruista, quienes le imprimían la emoción a las fiestas de toros. En la actualidad se celebra con las novenas, salve, procesión fuegos artificiales, la solemne Eucaristía y con bailes populares en el Jardín el Preferido.

## Crecimiento
Llano Largo ha mostrado un positivo crecimiento y desarrollo en todos sus aspectos, y los moradores avanzan sin olvidar la herencia tradicional, orgullosos de su arrastre histórico-cultural.